# Фостер Дженкинс, Флоренс
Фло́ренс Фо́стер Дже́нкинс (англ. Florence Foster Jenkins), урождённая Нарци́сса Фло́ренс Фо́стер (англ. Narcissa Florence Foster; 19 июля 1868, Уилкс-Барре, штат Пенсильвания — 26 ноября 1944, Манхэттен, Нью-Йорк, США) — американская пианистка и певица (сопрано), одна из самых первых представительниц «маргинальной музыки», ставшая известной благодаря полному отсутствию музыкального слуха, чувства ритма и певческого таланта. Несмотря на это, саму себя она считала непревзойденной вокалисткой (одна из форм амузии (истинная музыкальная глухота), когда человек не слышит, не замечает, ни что фальшивит сам, ни фальшь других).

## Биография
Дженкинс родилась в 1868 году в семье Чарльза Дорранса Фостера и Мэри Джейн Хогланд. С 8 лет она обучалась игре на фортепиано, а в семнадцать заявила о своём желании уехать в Европу изучать музыку. Чарльз Фостер — богатый промышленник — отказался оплачивать её проект, поэтому она сбежала в Филадельфию с врачом Френком Торнтоном Дженкинсом, который позже стал её мужем. На жизнь она зарабатывала, давая частные уроки музыки. Брак с Френком оказался несчастливым, и в 1902 году она с ним развелась. После смерти отца в 1909 году Флоренс унаследовала от него внушительную сумму, что позволило ей заняться своей певческой карьерой, о которой она долго мечтала и к идее которой неодобрительно относились её родители и бывший муж. Она брала уроки у некой очень известной оперной звезды, имя которой, помимо самой Флоренс, знал (но так и не выдал) только один человек — её бессменный управляющий Сен Клэр Бэйфилд. Активно включившись в музыкальную жизнь Филадельфии и Нью-Йорка, она основала нечто вроде общества любителей классической музыки — «Клуб Верди».
В 1912 году на собственные средства она организовала свой первый сольный концерт. Далее она стала выступать на сценах Ньюпорта, Вашингтона, Бостона и Саратоги-Спрингс. Понемногу, год за годом, старания мадам Дженкинс увенчались успехом: она стала местной знаменитостью в Нью-Йорке, и один раз в году давала закрытый концерт в отеле Риц-Карлтон, на который приглашались только избранные — друзья, поклонники, критики и коллеги по цеху. В зал набивалось до 800 человек. В 1928 году умерла её мать.
Голос Флоренс был уникальным в том смысле, что никто до неё не осмеливался так петь для широкой публики (да ещё профессионально). У неё напрочь отсутствовали музыкальный слух и чувство ритма, и она совершенно не могла держать ноту. «Она кудахтала и вопила, трубила и вибрировала», — писал критик Даниель Диксон в декабре 1957 года, вспоминая мадам Дженкинс. Её постоянный на протяжении многих лет аккомпаниатор Косме Макмун с трудом мог подавить смех во время концертов. «Когда приходило время петь, она забывала обо всем. Ничто не могло её остановить. Она думала, что она великая артистка», — рассказывал он. Смех публики, доносящийся из зала, Флоренс расценивала как проявление профессиональной зависти.
Её репертуар состоял из популярных сценических арий Моцарта, Верди, Штрауса, песен Брамса, а также написанных ею самой и Макмуном. Часто мадам Дженкинс надевала для выступлений «шикарные» сценические костюмы, которые она придумывала сама. Самый известный её образ был «Ангел Вдохновения» — шёлковое платье с блестками и картонными крыльями за спиной (в нём она предстаёт на обложке диска The Glory (????) Of The Human Voice).
В 1937 году звукозаписывающая студия Meloton Recording предложила Флоренс записать грампластинку. Мадам Дженкинс проявила весьма оригинальный подход к студийной работе. Все репетиции и настройки аппаратуры были ею отвергнуты. Она просто пришла и запела, диск записывался, и все дорожки были записаны с первого раза. После прослушивания записей она назвала их «превосходными» и потребовала, чтобы грампластинки были отпечатаны именно с них.
В 1943 году такси, в котором ехала Флоренс, попало в аварию. Певица осталась целой и невредимой; мало того, немедленно после возвращения домой она поспешила к фортепиано и (по её утверждению) обнаружила, что, вскрикнув в момент аварии, взяла чрезвычайно высокую ноту, фа третьей октавы, которая раньше ей не давалась. Вместо того, чтобы подать в суд на таксиста, она послала ему в знак благодарности коробку дорогих сигар.
Долгое время поклонники мадам Дженкинс упрашивали её выступить на самой престижной сцене Нью-Йорка — в Карнеги Холл, но она по неизвестным причинам отказывалась. 25 октября 1944 года 76-летняя Флоренс наконец-то даёт там концерт. Ажиотаж был таким, что все билеты были распроданы за несколько недель до концерта, и цена на них достигала двадцати долларов.
Через месяц после своего триумфа, 26 ноября 1944 года, Флоренс Фостер Дженкинс умерла. Ходили слухи, что она скончалась, не перенеся многочисленных насмешливых отзывов критиков на выступление в Карнеги Холл. «Они такие невежи, такие невежи!» — сокрушалась она по поводу них. Однако всё говорит о том, что она умерла счастливым человеком. После её смерти Макмун пытался завладеть её имуществом, заявив, что был её возлюбленным, несмотря на многочисленные свидетельства о том, что он был гомосексуалом.

## Образ Флоренс Дженкинс в массовой культуре

### Пьесы
По мотивам жизни мадам Дженкинс было создано три пьесы. Первая была поставлена в 2001 Крисом Баллансом в Эдинбург Фриндж. Вторая пьеса, «Сувенир», — на Бродвее в 2005. Третья — «Великолепная» — с успехом была показана в Лондоне и номинировалась на театральную премию Лоуренса Оливье.

### Фильмы
- В 2015 году вышла французская картина «Маргарита», в которой образ главной героини Маргариты Дюмон основан на биографии Дженкинс[5].
- В 2016 году вышел фильм «Примадонна» Стивена Фрирза, главную роль в котором исполнила Мерил Стрип.

## Записи, изданные на CD
- The Glory (????) Of The Human Voice (1992)
- The Muse Surmounted: Florence Foster Jenkins And Eleven Of Her Rivals
- Murder On The High C’s
- Even More Glory (????) Of The Human Voice